# Missions et programmes
Pour les articles homonymes, voir Mission.
 (juin 2018).
 (19 juin 2017).
Une mission, en droit budgétaire français, est « un ensemble de programmes concourant à une politique publique définie ». Définie à l'article 7 de la loi organique relative aux lois de finances (LOLF), la mission regroupe un ensemble de crédits votés en loi de finances et attribués à un ou plusieurs services d'un ou plusieurs ministères.
Un programme regroupe, selon le même article 7 de la LOLF, les crédits destinés à mettre en œuvre une action ou un ensemble cohérent d'actions relevant d'un même ministère et auquel sont associés des objectifs précis ainsi que des résultats attendus et faisant l'objet d'une évaluation.

## Création et modification d'une mission
Seul le gouvernement peut créer une nouvelle mission. Il le fait dans le cadre de la loi de finances annuelle.
Les crédits sont votés par mission. Lors de la discussion au Parlement, les parlementaires ne peuvent pas accroître le montant global des crédits d'une mission, mais ils peuvent en modifier la répartition entre programmes au sein d'une même mission.

## Liste des missions
Les crédits ouverts aux ministres par la loi de finances initiale pour 2025 au titre du budget général sont répartis conformément au tableau suivant.
| Mission                                                   | Montant en euros du crédit de paiement | Ministre disposant des crédits Les missions sont décomposées de plusieurs programmes. Lorsque plusieurs ministres sont indiqués, chacun est responsable d'un programme, au sein de la mission |
| --------------------------------------------------------- | -------------------------------------- | --- |
| Action et transformation publique                         |                                        | |
| Action extérieure de l'État                               | +003 456 994 135,                      | Ministre de l'Europe et des Affaires étrangères |
| Administration générale et territoriale de l'État         | +004 947 926 264,                      | Ministre de l’Intérieur |
| Agriculture, alimentation, forêt et affaires rurales      | +004 215 643 789,                      | Ministre de l'Agriculture et de la souveraineté alimentaire |
| Aide publique au développement                            | +004 372 603 793,                      | Ministre de l’Économie, des Finances et de la souveraineté industrielle et numérique, ministre de l'Europe et des Affaires étrangères |
| Anciens combattants, mémoire et liens avec la nation      | +001 854 494 628,                      | Ministre des Armées, Premier ministre |
| Cohésion des territoires                                  | +023 122 229 009,                      | Ministre de l'Aménagement du territoire et de la Décentralisation, Premier ministre |
| Conseil et contrôle de l’État                             | +000892 401 963,                       | Premier ministre |
| Crédits non répartis                                      | +000225 000 000,                       | Ministre de l’Économie, des Finances et de la souveraineté industrielle et numérique |
| Culture                                                   | +003 918 028 319,                      | Ministre de la Culture |
| Défense                                                   | +059 946 338 573,                      | Ministre des Armées |
| Direction de l'action du Gouvernement                     | +001 025 787 383,                      | Premier ministre |
| Écologie, développement et mobilité durable               | +021 704 135 923,                      | Ministre de l'Aménagement du territoire et de la Décentralisation, ministre de la Transition écologique, de la Biodiversité, de la Forêt, de la Mer et de la Pêche |
| Économie                                                  | +003 729 185 113,                      | Ministre de l’Économie, des Finances et de la souveraineté industrielle et numérique |
| Engagements financiers de l’État                          | +056 169 057 153,                      | Ministre de l’Économie, des Finances et de la souveraineté industrielle et numérique |
| Enseignement scolaire                                     | +088 642 000 013,                      | Ministre de l'Éducation nationale, de l'Enseignement supérieur et de la Recherche, Ministre de l'Agriculture et de la Souveraineté alimentaire |
| Gestion des finances publiques et des ressources humaines |                                        | |
| Gestion des finances publiques                            | +010 859 308 458,                      | Ministre de l’Économie, des Finances et de la souveraineté industrielle et numérique |
| Immigration, asile et intégration                         | +002 081 191 600,                      | Ministre de l’Intérieur |
| Investissements d'avenir                                  | +005 265 285 842,                      | Premier ministre |
| Justice                                                   | +012 682 852 196,                      | Garde des sceaux, ministre de la Justice |
| Médias, livre et industries culturelles                   | +000720 002 959,                       | Ministre de la Culture |
| Outre-mer                                                 | +002 980 130 886,                      | Ministre des Outre-mer |
| Plan de relance                                           |                                        | |
| Plan d’urgence face à la crise sanitaire                  |                                        | |
| Pouvoirs publics                                          | +001 137 842 143,                      | (non géré par le Gouvernement) |
| Recherche et enseignement supérieur                       | +030 909 249 677,                      | Ministre de l'Éducation nationale, de l'Enseignement supérieur et de la Recherche, ministre de l’Économie, des Finances et de la souveraineté industrielle et numérique, ministre de la Transition écologique, de la Biodiversité, de la Forêt, de la Mer et de la Pêche, ministre des Armées, ministre de l'Agriculture et de la souveraineté alimentaire |
| Régimes sociaux et de retraite                            | +005 991 769 184,                      | Ministre de l’Économie, des Finances et de la souveraineté industrielle et numérique, ministre de la Transition écologique, de la Biodiversité, de la Forêt, de la Mer et de la Pêche |
| Relations avec les collectivités territoriales            | +003 962 798 332,                      | Ministre de l'Aménagement du territoire et de la Décentralisation |
| Remboursements et dégrèvements                            | +148 305 620 991,                      | Ministre de l’Économie, des Finances et de la souveraineté industrielle et numérique |
| Santé                                                     | +001 482 029 644,                      | Ministre du Travail, de la Santé, des Solidarités et des Familles |
| Sécurités                                                 | +025 257 945 836,                      | Ministre de l’Intérieur |
| Solidarité, insertion et égalité des chances              | +030 308 709 514,                      | Ministre du Travail, de la Santé, des Solidarités et des Familles, Premier ministre |
| Sports, jeunesse et vie associative                       | +001 498 656 919,                      | Ministre des Sports, de la Jeunesse et de la Vie associative |
| Transformation et fonction publiques                      | +000722 117 623,                       | Ministre de l’Économie, des Finances et de la souveraineté industrielle et numérique, ministre de l'Action publique, de la Fonction publique et de la Simplification |
| Travail et emploi                                         | +020 009 645 382,                      | Ministre du Travail, de la Santé, des Solidarités et des Familles |
| Total                                                     | +582 396 983 244,                      | |

### Évolution de la maquette budgétaire
La liste a connu les changements de périmètre ci après, généralement pour être alignée aux structures administratives.
- PLF 2009 : suppression des missions « sécurité sanitaire » et « Cinéma, audiovisuel et expression radiophonique locale » ; réunions des missions « Développement et régulation économiques » et « Pilotage de l’économie française » dans une mission intitulée « Économie »
- PLF 2011 : fermeture de la mission « Plan de relance de l’économie »
- PLF 2013 : la mission « Ville et Logement » est renommée « Égalités des territoires, logement et ville »,
- PLF 2014 :  réunion des missions « Sécurité civile » et « Sécurité » dans une mission unique intitulée « Sécurités »,
- PLF 2018 : réunion des missions « Égalité des territoires et logement » et « Politique des territoires » dans une mission intitulée « Cohésion des territoires »,
- PLFR-1 2020 : ouverture de la mission « Plan d’urgence face à la crise sanitaire »,
- PLF 2021 : les missions « Gestion des finances publiques et des ressources humaines » et « Action et transformation publique » sont réorganisées en « Gestion des finances publiques » et « Transformation et fonction publiques », (ré)ouverture de la mission « Plan de relance ».

Sur le plus long terme, les missions ont connu des évolutions relativement limitées depuis la mise en place de la loi organique relative aux lois de finances. La liste suivante ne retrace toutefois pas les évolutions au niveau des programmes.
| Missions de la loi de finances pour 2006                | Missions de la loi de finances pour 2019                  |
| ------------------------------------------------------- | --------------------------------------------------------- |
|                                                         | Action et transformation publiques                        |
| Action extérieure de l’État                             | Action extérieure de l’État                               |
| Administration générale et territoriale de l’État       | Administration générale et territoriale de l’État         |
| Agriculture, pêche, forêt et affaires rurales           | Agriculture, alimentation, forêt et affaires rurales      |
| Sécurité sanitaire                                      | Agriculture, alimentation, forêt et affaires rurales      |
| Aide publique au développement                          | Aide publique au développement                            |
| Anciens combattants, mémoire et liens avec la nation    | Anciens combattants, mémoire et liens avec la nation      |
| Conseil et contrôle de l’État                           | Conseil et contrôle de l’État                             |
| Culture                                                 | Culture                                                   |
| Défense                                                 | Défense                                                   |
| Direction de l’action du Gouvernement                   | Direction de l’action du Gouvernement                     |
| Écologie et développement durable                       | Écologie, développement et mobilités durables             |
| Transports                                              | Écologie, développement et mobilités durables             |
| Stratégie économique et pilotage des finances publiques | Économie                                                  |
| Engagements financiers de l’État                        | Engagements financiers de l’État                          |
| Enseignement scolaire                                   | Enseignement scolaire                                     |
| Gestion et contrôle des finances publiques              | Gestion des finances publiques et des ressources humaines |
|                                                         | Investissements d’avenir                                  |
| Justice                                                 | Justice                                                   |
| Médias                                                  | Médias, livres et industries culturelles                  |
| Outre-mer                                               | Outre-mer                                                 |
| Politique des territoires                               | Cohésion des territoires                                  |
| Ville et logement                                       | Cohésion des territoires                                  |
| Pouvoirs publics                                        | Pouvoirs publics                                          |
| Provisions                                              | Crédits non répartis                                      |
| Recherche et enseignement supérieur                     | Recherche et enseignement supérieur                       |
| Régimes sociaux et de retraite                          | Régimes sociaux et de retraite                            |
| Relations avec les collectivités territoriales          | Relations avec les collectivités territoriales            |
| Remboursements et dégrèvements                          | Remboursements et dégrèvements                            |
| Santé                                                   | Santé                                                     |
| Sécurité                                                | Sécurités                                                 |
| Sécurité civile                                         | Sécurités                                                 |
| Solidarité et intégration                               | Solidarité, insertion et égalité des chances              |
| Solidarité et intégration                               | Immigration, asile et intégration                         |
| Sport, jeunesse et vie associative                      | Sport, jeunesse et vie associative                        |
| Travail et emploi                                       | Travail et emploi                                         |

## Présentation d'une mission
On présentera à titre d'exemple l'ancienne mission « Ville et logement », qui traite de la politique de la ville et de la politique du logement menées par le gouvernement. Cette mission est décrite dans un « projet annuel de performances », souvent désigné sous le nom de « bleu budgétaire » à cause de la couleur de sa couverture. Ce projet est annexé à la loi de finances.

### Composition de la mission
La mission « Ville et logement » se compose, dans le projet de loi de finances pour 2007, de quatre programmes, tous rattachés au ministère de l'emploi, de la cohésion sociale et du logement. Les sommes sont données en millions d'euros :
| Nom du programme                                     | Autorisations d’engagement | Crédits de paiement |
| ---------------------------------------------------- | -------------------------- | ------------------- |
| Rénovation urbaine                                   | 400                        | 386                 |
| Équité sociale et territoriale et soutien            | 756                        | 795                 |
| Aide à l'accès au logement                           | 4 919                      | 4 919               |
| Développement et amélioration de l'offre de logement | 1 231                      | 1 058               |

### Étude d'un programme particulier
Chaque programme comprend à son tour un certain nombre d'actions. Ainsi, le programme « rénovation urbaine » se divise en deux actions : 
- programme national de rénovation urbaine (PNRU)
- grands projets de ville (GPV) - opérations de renouvellement urbain (ORU)

Ce programme permet de financer les opérations pilotées par l'agence nationale pour la rénovation urbaine (ANRU) en faveur des zones urbaines sensibles (ZUS). 900 quartiers sont éligibles au PNRU. L'action « GPV - ORU » correspond en fait à la poursuite du financement d'opérations débutées avant le lancement du programme national de rénovation urbaine de 2003.
Les programmes sont aussi divisés selon un autre axe, celui des « titres ». Un titre correspond à un type de dépenses : dépenses de personnel (titre 2), dépenses de fonctionnement (titre 3), dépenses d'investissement (titre 5), dépenses d'intervention (titre 6)... Dans l'exemple choisi, les autorisations d'engagement de 400 millions demandées pour le programme « Rénovation urbaine » correspondent uniquement à des dépenses d'intervention.

### Objectifs et indicateurs
Enfin, la réussite du programme devra être évaluée en fonction d'objectifs fixés dès la loi de finances. À chaque objectif sont associés un ou plusieurs indicateurs chiffrés. Les objectifs de performance assignés au programme « Rénovation urbaine » sont les suivants :
| Objectif 1 | Renforcer l'attractivité du logement en zone urbaine sensible (du point de vue du citoyen). Cet objectif possède deux indicateurs : - taux de couverture des démolitions par des reconstructions. - différentiel entre le taux de vacance des logements sociaux en ZUS et celui observé dans les unités urbaines correspondantes. Ce taux est déterminé lors des enquêtes « logement » de l'Insee. |
| Objectif 2 | Améliorer le cadre de vie des zones urbaines sensibles (du point de vue de l'usager). Cet objectif possède un indicateur : - différentiel entre l'indice de satisfaction des habitants des ZUS quant à la qualité de l’environnement de leur logement et celui constaté dans les unités urbaines correspondantes. La source de cet indicateur est l'enquête permanente sur les conditions de vie de l'Insee. |
| Objectif 3 | Concentrer la mise en œuvre du programme de rénovation urbaine sur les secteurs les plus fragiles (du point de vue du contribuable). Cet objectif possède un indicateur : - part des crédits mobilisés pour la rénovation urbaine selon le niveau de priorité des zones à rénover. L'objectif final en 2013 est que l'ANRU consacre 70 % de son budget à la rénovation de 188 sites définis comme « prioritaires ». |
| Objectif 4 | Maîtriser le coût et les délais du programme national de rénovation urbaine (du point de vue du contribuable). Il s'agit d'éviter les dépassements de délais et de coûts dans les projets menés. Cet objectif possède deux indicateurs : - évolution du coût moyen des opérations d’investissement financées dans le cadre du programme national de rénovation urbaine. Ce coût ne devrait pas évoluer plus vite que l'indice du coût de la construction. - pourcentage de dépassement des délais et des coûts prévus pour tous les projets de construction, démolition, réhabilitation et résidentalisation achevés dans l’année. |